# Род Бріндамор
Род Бріндамор (англ. Rod Brind'Amour; нар. 9 серпня 1970, Оттава) — канадський хокеїст, що грав на позиції центрального нападника. Грав за збірну команду Канади.
Володар Кубка Стенлі. Провів понад тисячу матчів у Національній хокейній лізі.

## Ігрова кар'єра
Хокейну кар'єру розпочав 1986 року.
1988 року був обраний на драфті НХЛ під 9-м загальним номером командою «Сент-Луїс Блюз». Загалом провів 1643 матчів у НХЛ, включаючи 159 матчів плей-оф Кубка Стенлі.
Протягом професійної клубної ігрової кар'єри, що тривала 22 роки, захищав кольори команд «Сент-Луїс Блюз», «Філадельфія Флаєрс», «Кароліна Гаррікейнс» та «Клотен Флаєрс».
Був гравцем молодіжної збірної Канади, у складі якої брав участь у 7 іграх. Виступав за національну збірну Канади, провів 35 ігор в її складі.

## Нагороди та досягнення

### Як гравець
- Учасник матчу усіх зірок НХЛ — 1992
- Приз Франка Селке — 2006, 2007
- Володар Кубка Стенлі — 2006

### Як тренер
- Нагорода Джека Адамса — 2021

## Статистика

### Клубні виступи
| Сезон        | Клуб                   | Ліга         | Регулярна першість | Регулярна першість | Регулярна першість | Регулярна першість | Регулярна першість | Плей-оф | Плей-оф | Плей-оф | Плей-оф | Плей-оф |
| Сезон        | Клуб                   | Ліга         | І                  | Г                  | П                  | О                  | ШХ                 | І       | Г       | П       | О       | ШХ      |
| ------------ | ---------------------- | ------------ | ------------------ | ------------------ | ------------------ | ------------------ | ------------------ | ------- | ------- | ------- | ------- | ------- |
| 1986–87      | Нотр Дам Хаундс        | SMHL         | 33                 | 38                 | 50                 | 88                 | 66                 | —       | —       | —       | —       | —       |
| 1987–88      | Нотр Дам Хаундс        | SJHL         | 56                 | 46                 | 61                 | 107                | 136                | —       | —       | —       | —       | —       |
| 1987–88      | Нотр Дам Хаундс        | Cen-Cup      | —                  | —                  | —                  | —                  | —                  | 5       | 5       | 9       | 14      | 4       |
| 1988–89      | Мічиган Стейт Спартанс | CCHA         | 42                 | 27                 | 32                 | 59                 | 63                 | —       | —       | —       | —       | —       |
| 1988–89      | «Сент-Луїс Блюз»       | НХЛ          | —                  | —                  | —                  | —                  | —                  | 5       | 2       | 0       | 2       | 4       |
| 1989–90      | «Сент-Луїс Блюз»       | НХЛ          | 79                 | 26                 | 35                 | 61                 | 46                 | 12      | 5       | 8       | 13      | 6       |
| 1990–91      | «Сент-Луїс Блюз»       | НХЛ          | 78                 | 17                 | 32                 | 49                 | 93                 | 13      | 2       | 5       | 7       | 10      |
| 1991–92      | «Філадельфія Флаєрс»   | НХЛ          | 80                 | 33                 | 44                 | 77                 | 100                | —       | —       | —       | —       | —       |
| 1992–93      | «Філадельфія Флаєрс»   | НХЛ          | 81                 | 37                 | 49                 | 86                 | 89                 | —       | —       | —       | —       | —       |
| 1993–94      | «Філадельфія Флаєрс»   | НХЛ          | 84                 | 35                 | 62                 | 97                 | 85                 | —       | —       | —       | —       | —       |
| 1994–95      | «Філадельфія Флаєрс»   | НХЛ          | 48                 | 12                 | 27                 | 39                 | 33                 | 15      | 6       | 9       | 15      | 8       |
| 1995–96      | «Філадельфія Флаєрс»   | НХЛ          | 82                 | 26                 | 61                 | 87                 | 110                | 12      | 2       | 5       | 7       | 6       |
| 1996–97      | «Філадельфія Флаєрс»   | НХЛ          | 82                 | 27                 | 32                 | 59                 | 41                 | 19      | 13      | 8       | 21      | 10      |
| 1997–98      | «Філадельфія Флаєрс»   | НХЛ          | 82                 | 36                 | 38                 | 74                 | 54                 | 5       | 2       | 2       | 4       | 7       |
| 1998–99      | «Філадельфія Флаєрс»   | НХЛ          | 82                 | 24                 | 50                 | 74                 | 47                 | 6       | 1       | 3       | 4       | 0       |
| 1999–00      | «Філадельфія Флаєрс»   | НХЛ          | 12                 | 5                  | 3                  | 8                  | 4                  | —       | —       | —       | —       | —       |
| 1999–00      | «Кароліна Гаррікейнс»  | НХЛ          | 33                 | 4                  | 10                 | 14                 | 22                 | —       | —       | —       | —       | —       |
| 2000–01      | «Кароліна Гаррікейнс»  | НХЛ          | 79                 | 20                 | 36                 | 56                 | 47                 | 6       | 1       | 3       | 4       | 6       |
| 2001–02      | «Кароліна Гаррікейнс»  | НХЛ          | 81                 | 23                 | 32                 | 55                 | 40                 | 23      | 4       | 8       | 12      | 16      |
| 2002–03      | «Кароліна Гаррікейнс»  | НХЛ          | 48                 | 14                 | 23                 | 37                 | 37                 | —       | —       | —       | —       | —       |
| 2003–04      | «Кароліна Гаррікейнс»  | НХЛ          | 78                 | 12                 | 26                 | 38                 | 28                 | —       | —       | —       | —       | —       |
| 2004–05      | «Клотен Флаєрс»        | НЛА          | 2                  | 2                  | 1                  | 3                  | 0                  | 5       | 2       | 4       | 6       | 6       |
| 2005–06      | «Кароліна Гаррікейнс»  | НХЛ          | 78                 | 31                 | 39                 | 70                 | 68                 | 25      | 12      | 6       | 18      | 16      |
| 2006–07      | «Кароліна Гаррікейнс»  | НХЛ          | 78                 | 26                 | 56                 | 82                 | 46                 | —       | —       | —       | —       | —       |
| 2007–08      | «Кароліна Гаррікейнс»  | НХЛ          | 59                 | 19                 | 32                 | 51                 | 38                 | —       | —       | —       | —       | —       |
| 2008–09      | «Кароліна Гаррікейнс»  | НХЛ          | 80                 | 16                 | 35                 | 51                 | 36                 | 18      | 1       | 3       | 4       | 8       |
| 2009–10      | «Кароліна Гаррікейнс»  | НХЛ          | 80                 | 9                  | 10                 | 19                 | 36                 | —       | —       | —       | —       | —       |
| Усього в НХЛ | Усього в НХЛ           | Усього в НХЛ | 1,484              | 452                | 732                | 1,184              | 1,100              | 159     | 51      | 60      | 111     | 97      |

### Збірна
| Рік                | Команда            | Турнір             |    | І  | Г | П  | О  | ШХ |
| ------------------ | ------------------ | ------------------ | -- | -- | - | -- | -- | -- |
| 1989               | Канада             | МЧС                | 7  | 2  | 3 | 5  | 4  |    |
| 1992               | Канада             | ЧС                 | 6  | 1  | 1 | 2  | 4  |    |
| 1993               | Канада             | ЧС                 | 8  | 3  | 1 | 4  | 6  |    |
| 1994               | Канада             | ЧС                 | 8  | 4  | 2 | 6  | 2  |    |
| 1996               | Канада             | КС                 | 7  | 1  | 2 | 3  | 0  |    |
| 1998               | Канада             | ОІ                 | 6  | 1  | 2 | 3  | 0  |    |
| Молодіжна збірна   | Молодіжна збірна   | Молодіжна збірна   | 7  | 2  | 3 | 5  | 4  |    |
| Національна збірна | Національна збірна | Національна збірна | 35 | 10 | 8 | 18 | 12 |    |